# Goodenia ovata
Goodenia ovata är en tvåhjärtbladig växtart som beskrevs av James Edward Smith. Goodenia ovata ingår i släktet Goodenia och familjen Goodeniaceae. Inga underarter finns listade i Catalogue of Life.

## Bildgalleri

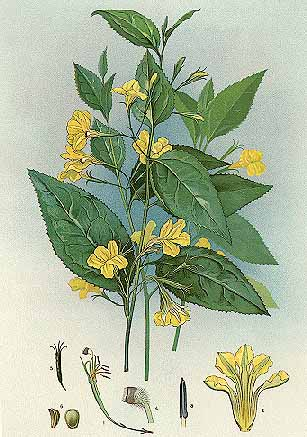